# Kroatische presidentsverkiezingen 1997
De tweede presidentsverkiezingen onder de nieuwe grondwet van de Republiek Kroatië vonden on 1997 plaats.
Er waren in totaal 4.061.479 stemgerechtigden, van wie 2.218.448 (54,62%) stemde.
Daarvan waren 39.656 (1,79%) stemmen onwettig.
Kandidaten:
1. Franjo Tuđman (van de Kroatische Democratische Unie - HDZ) - 1.337.990 - 61,41%
2. Zdravko Tomac (van de Sociaaldemocratische Partij van Kroatië - SDP) - 458.172 - 21,03%
3. Vladimir Gotovac (van de Kroatische Sociaal-Liberale Partij - HSLS) - 382.630 - 17,56%

Omdat Franjo Tuđman meer dan 50% van de stemmen had was een tweede verkiezingsronde grondwettelijk overbodig en werd hij de president van de Republiek Kroatië.